# Șerban Țițeica

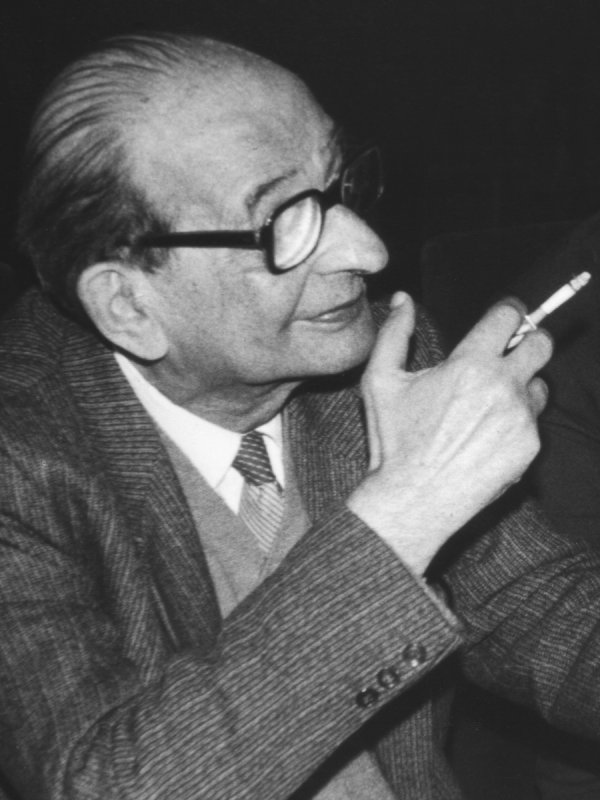
Șerban Țițeica um 1980

Șerban Țițeica (* 27. März 1908 in Bukarest; † 28. Mai 1985 ebenda) war ein rumänischer Physiker. Er zählt zu den Begründern der Theoretischen Physik in Rumänien.

## Leben
Șerban Țițeica, das dritte Kind des Mathematikers Gheorghe Țițeica und einer Schweizer Musikerin, besuchte das Gymnasium Mihai Viteazul in Bukarest. Von 1926 bis 1929 studierte er Physik, Chemie und Mathematik an der naturwissenschaftlichen Fakultät der Universität Bukarest. Parallel besuchte er das Bukarester Konservatorium und hörte beim Komponisten Alfonso Castaldi Vorlesungen zur Musiktheorie, Solfège, Harmonielehre und zum Kontrapunkt.
Nachdem er den Wehrdienst abgeleistet hatte, setzte er 1930 seine Studien auf Vorschlag von Enrico Fermi an der Universität Leipzig fort. Dort lernte er Theoretische Physik und Geophysik und wurde 1935 bei Werner Heisenberg promoviert. Seine Dissertation Über die Widerstandsänderung von Metallen im Magnetfeld ist in den Annalen der Physik veröffentlicht. Sie beschreibt als Grenzfall die zuvor bekannte quadratische Abhängigkeit des Widerstands von der Feldstärke, wenn diese niedrig ist, und erklärt zugleich die 1928 von Pjotr Kapiza experimentell beobachtete lineare Abhängigkeit bei hohen Feldstärken.
1935 kehrte er nach Rumänien zurück und war bis 1941 Assistent für Analysis an der Polytechnischen Hochschule Bukarest. Währenddessen beschäftigte er sich mit Korpuskularstrahlen und veröffentlichte mit Costin Nenițescu Arbeiten zur Organischen Chemie. Von 1941 bis 1948 war er Professor für Struktur der Materie an der Universität Iași, anschließend Professor an der Universität Bukarest. Dort lehrte er Klassische Mechanik, Elektrodynamik, Quantenmechanik, Thermodynamik und Statistische Physik.
Er war von 1949 bis 1956 Leiter der Abteilung für Theoretische Physik des Instituts für Physik der Rumänischen Akademie, von 1956 bis 1971 Mitglied der Leitung des Instituts für Atomphysik, von dessen Gründung 1956 bis 1981 Vertreter Rumäniens im wissenschaftlichen Rat des Vereinigten Instituts für Kernforschung in Dubna, von 1962 bis 1964 dessen stellvertretender wissenschaftlicher Leiter und von 1970 bis 1975 Mitglied des Rats der Europäischen Physikalischen Gesellschaft. Die Rumänische Akademie wählte ihn 1955 zum ordentlichen Mitglied und 1963 zum stellvertretenden Vorsitzenden, was er bis zu seinem Tod blieb. Außerdem war er ab 1966 auswärtiges Mitglied der Sowjetischen Akademie der Wissenschaften und ab 1967 auswärtiges Mitglied der Sächsischen Akademie der Wissenschaften. 1968 erhielt er die Auszeichnung Om de știință emerit.
Țițeica schrieb drei Lehrbücher zur Statistischen Mechanik, zur Thermodynamik und zur Quantenmechanik. Ein viertes zur Statistischen Physik und Quantentheorie ist postum erschienen. Er war von 1956 bis zu seinem Tod Redakteur der wissenschaftlichen Fachzeitschriften Studii și cercetări de fizica und Revue roumaine de physique. 1951 heiratete er eine Medizinerin. Aus der Ehe gingen zwei Töchter hervor, die ältere wurde Violinistin, die jüngere Physikerin. Er ist auf dem Bukarester Friedhof Șerban Vodă beigesetzt.

## Schriften
- Über die Widerstandsänderung von Metallen im Magnetfeld. In: Annalen der Physik. Bd. 414, 1935, ISSN 0003-3804, S. 129–161.
- Elemente de mecanică statistică. Editura Tehnică, București 1956.
- Termodinamica. Editura Academiei Republicii Socialiste România, București 1982.
- Mecanica cuantică. Editura Academiei Republicii Socialiste România, București 1984.
- Curs de fizică statistică și teoria cuantelor. Editura ALL, București 2000, ISBN 973-684-319-X.